# Newsteadia wacri
Newsteadia wacri är en insektsart som beskrevs av Hugh Edwin Strickland 1947. Newsteadia wacri ingår i släktet Newsteadia och familjen vaxsköldlöss.
Artens utbredningsområde är Ghana. Inga underarter finns listade i Catalogue of Life.